# Anje Lok

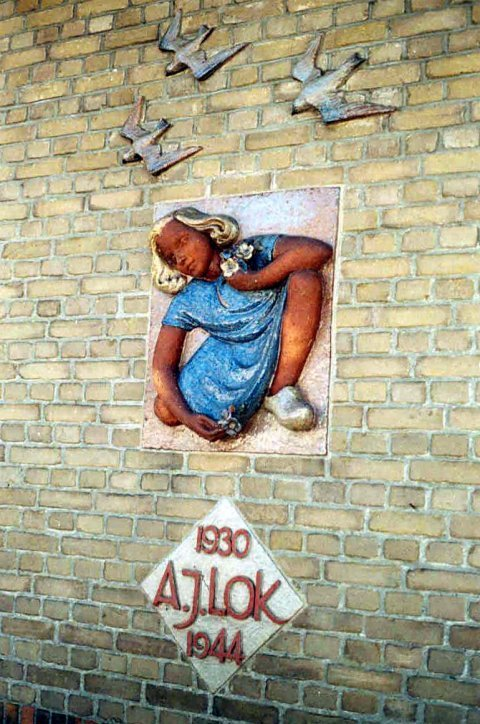
Gedenkteken voor Lok in Ravenswoud, gemaakt door Nina Baanders-Kessler.

Andries (Anje) Lok (Siegerswoude, 8 december 1903 - Ravenswoud, 19 mei 1944) was een Nederlands onderwijzer en verzetsstrijder in de Tweede Wereldoorlog. Hij was het slachtoffers van een Silbertanne-moord. Hij werd voor de ogen van zijn vrouw en kinderen doodgeschoten.

## Levensloop
Lok werd geboren als de tweede in een gezin van zeven kinderen. Hij studeerde in 1924 af aan de kweekschool in Drachten.Hij werkte tijdelijk op een school in Hoornsterzwaag en daarna kreeg hij een vaste baan in Haulerwijk. Lok was sinds 1930 hoofd van de Openbare Lagere School in Ravenswoud. 
In zijn nieuwe woonplaats speelde Lok een belangrijke rol in het dorpsleven. Hij was actief lid van de Sociaal-Democratische Arbeiderspartij, een actief korfballer en tegenstander van het gebruik van alcohol. Lok trok vaak de natuur in. Ten tijde van de Tweede Wereldoorlog raakte hij betrokken bij het verzet. Hij hielp onderduikers aan onderdak en zorgde voor voldoende bonkaarten. Ook kwam het joodse jongetje Hans Slosch bij hem in huis. Deze werd overgebracht naar een ander adres omdat op de school van Lok de NSB'er Uilke Postma werkte
In de nacht van 19 mei 1944 belden twee mannen aan. Zij namen Lok mee en schoten hem dood in de tuin van zijn woning. Deze Silbertanne-moord was een vergelding voor de dodelijke aanslag op de NSB'er Kees Harthof door de Meppelse verzetsman Gert Gunnink een week eerder. Wie de twee mannen waren is nooit bekend geworden. De namen van Nederlandse SS'ers Adolf de Man en Ariën Smit circuleerden lange tijd. Historica Inger Schaap noemde het "onwaarschijnlijk" dat De Man betrokken was bij de dood van Lok. Wel hield Schaap de mogelijkheid open dat Smit deel nam aan de aanslag. Mogelijk heeft Postma de naam van Lok laten vallen als slachtoffers van een vergeldingsactie. Postma zat bij de Landwacht en kende Hartenhof goed.

## Persoonlijk
Lok was getrouwd met Wietske Hoekstra (1904-1977) en had een zoon en dochter.

## Postuum
Op het Verzetsmonument Appelscha staat de naam van Lok genoemd. In Ravenswoud werd er een straatnaam en de school (Openbare Basisschool Meester Lok) naar hem vernoemd.
In 1982 ontving Lok postuum het Verzetsherdenkingskruis.
De moord op Lok kwam in 2009 opnieuw in de belangstelling te staan door de documentaire Nooit meer laf van Geertjan Lassche. De documentaire gaat over de oorlogsjaren Gert Gunnink. In Nooit meer laf vraagt de dochter van Lok waarom Gunnink na de oorlog nooit toenadering tot het gezin heeft gezocht, waarop Gunnink zegt dat hij dat niet durfde.